# Ivan XXIII., protupapa
Protupapa Ivan XXIII. (Napulj, oko 1370. – Firenca, 22. prosinca 1419.), rođen kao Baldassare Cossa.
Vodio je frakciju papa u Pisi od 1410. do 1415. za vrijeme Zapadne šizme.
Osudio je Jana Husa na smrt, u međuvremenu, završio je u zatvoru zbog ubojstava, preljuba, simonije (kupovanja papinske dužnosti) i drugih nedjela.
Protupapom ga je službeno nazvao crkveni Sabor u Konstanzu 1415. godine, koji mu je i sudio te ga zatvorio u dvorac Hausen kod Mannheima, a potom u Heidelbergu. Pušten iz zatvora 1418., a 23. lipnja 1419. u Firenci dolazi pred papu Martina V. te ga priznaje zakonitim rimskim papom. Umro je 27. prosinca iste godine.
Postojala je glasina da je ubio svoga prethodnika Aleksandra V.
Nakon ovog pape, više od 500 godina nije bilo pape koji se zvao Ivan, vjerojatno zbog kontraverzne uloge koju je taj papa imao. Kada je kardinal Angelo Roncalli 28. listopada 1958. prilikom svoga izbora objavio da će uzeti ime Ivan XXIII. postalo je jasno da Katolička crkva ne priznaje protupapu Ivana XXIII. zakonitim rimskim papom.